# 太平洋問題調査会
太平洋問題調査会（たいへいようもんだいちょうさかい、英語: Institute of Pacific Relations、略称はIPR）は、1925年にホノルルに設立され1961年まで活動を続けた、国際的な非政府組織・学術研究団体である。

## 概要
環太平洋（アジア・太平洋）地域内の民間レベルでの相互理解・文化交流の促進を目的として設立され、当該地域の政治・経済・社会など諸問題の共同研究を通じ学術専門家たちの国際交流をはかることを主な活動とした。民間主導でキリスト教を強化する目的で始まったため宗教色の強いものであったが、次第に政治色が強まっていった。第二次世界大戦前にはこの地域に関するほとんど唯一の国際研究機関としての役割を果たし、同地域におけるNGOの先駆的存在とみなされていた。

しかし、1930年代からビッソン、ラティモア、ノーマンなど数々のソ連のスパイである共産主義者、中国派がアメリカ国内の世論を日本人嫌悪と親中に誘導するために活動の場としていたことが分かっている。彼らは戦後に戦前からのスパイ行為が発覚して公的な場から追放処分を受けたが、冷戦中は疑惑をかけられた被害者扱いを東側諸国や西側にいる東側支持者から受けていた。しかし、ソ連崩壊による西側諸国の勝利を受けてアメリカにてヴェノナ文書が1995年に公開されると、戦前からアメリカに共産主義者が日本への敵対心を煽る活動をし、戦後も日本、ひいてはアメリカさえも赤化しようとしていたことが確定している。
日本支部である日本太平洋問題調査会（日本IPR）は1926年に設立。理事長に井上準之助、理事に渋沢栄一、阪谷芳郎、澤柳政太郎、鶴見祐輔、高柳賢三、高木八尺、斎藤惣一が就任した。第二次世界大戦中の脱退・解散をはさみ、戦後の再建・復帰を果たすも1959年に解散された。

## 沿革

### 設立と組織
IPR設立の背景となったのはハワイにおけるYMCAの国際連帯運動である。YMCAのメンバーは1925年6月、IPRを結成してホノルル会議（第1回太平洋会議）を開催したが、この会議中の7月11日にIPRを常設機関とする決定がなされ、正式発足となった。
IPRの組織は、ホノルルに設置された国際事務局・中央理事会と、各参加国に設置された国内組織から構成されていた。国際事務局と中央理事会は、調整をすすめほぼ2 - 3年おきに「太平洋会議」と呼ばれる国際大会を欧米（アメリカ・カナダ・イギリス）・アジア（日本・中国・インド・パキスタン）の各地で通算13回（戦前（日米開戦以前）7回、戦時中2回の開催をはさんで戦後4回）にわたり開催、毎回各国政府が会議の動向に注目するほどの影響力を持った。また1928年に創刊された中央機関誌『パシフィック・アフェアーズ』や、支部刊行物を含む多くの書籍・パンフレットを刊行しアジアに関する知識の普及を進めた。

### 第二次世界大戦まで
IPRに結集したのは主として自由主義的・国際主義的な知識人であり、発足当初からの参加国は環太平洋地域に位置するアメリカ・日本・中国（中華民国）・カナダ・オーストラリア・ニュージーランドの6ヵ国であった。のちにこの地域に勢力圏を有するイギリス・フランス・オランダ、および米国との国交を樹立して以後のソ連が参加し、さらに当時植民地支配下にあった朝鮮（日本領）・インド（英領）・フィリピン（米領）などからも参加者があった。当初運営の中心であったハワイ（YMCA）グループは政治問題よりも文化・経済問題の討議に重点をおくことを主張したが、最大の支部として力を持った米国IPRは財団からの寄附金を獲得するため時事・政治問題を積極的に取り上げるよう主張して対立、結局1929年の京都会議の前後から次第に主導権はハワイグループから米国IPRに移り、1933年には国際事務局もニューヨークに移転した。これ以降、環太平洋地域（特に東アジア）における政治情勢の緊迫化にリンクして太平洋会議での議論が次第に政治的対立を帯びるようになり、1939年以降の日本IPRの事実上の脱退（後述）をもたらすことになった。

### 第二次世界大戦後
第二次世界大戦後には、独立を達成したインド・パキスタン・インドネシアのIPR組織の正式加盟、また1950年のラクノー会議以降の日本IPRの復帰もあり、アジア諸国で勃興するナショナリズムの研究に力を入れた。しかしその反面、1949年の中国社会主義政権の成立で中国IPRはその会員が台湾・米国などに亡命したため解散することになり、1942年以降ソ連が太平洋会議に参加しなくなったこともあって社会主義国からの参加を欠くなど東西冷戦の影響を受けるようになった。そして、1951年から翌1952年にかけて最大の支部組織である米国IPRがマッカーシズムによる「赤狩り」の攻撃の標的となり、中心メンバーの一部（アジアのナショナリズム・民主化に対し理解ある態度を示したラティモアやノーマンなど）に個人攻撃が加えられた（このためノーマンは自殺）ほか、企業などからの財政的援助が激減して窮地に陥った。これらの結果、1961年10月に国際事務局は解散声明を出し公式解散のやむなきに至った。
IPR解散の影響として、特に米国内ではアジアについて合理的な情勢判断を行う人材が少なくなり、ベトナム戦争に代表される戦略的な判断ミスが醸成される結果につながったとする見解（油井大三郎）もある。

## 太平洋会議の一覧
「太平洋会議」と呼ばれたIPRの国際大会のスケジュールは、戦前においては「宗教、教育、文化、社会制度に関する議題」「経済、資源、産業、商業、財政に関する議題」「人種、人口、食糧に関する議題」「政治、法律、国際関係に関する議題」「太平洋問題調査会と太平洋会議に関する議題」の5つに分かれた「円卓会議」ののち「全体会議」が行われた。
第1回ホノルル会議（1925年）
6月30日から7月14日まで開催され、参加者は米国本土・ハワイ・日本・中国・ニュージーランド・朝鮮・オーストラリア・カナダ・フィリピンの9地域から139名（無所属も含む）。米国の排日移民法（1924年成立）と中国の不平等条約をテーマとした。日本からは沢柳政太郎、原田助、井深梶之助、市橋倭、斉藤惣一、鶴見祐輔、頭本元貞らが出席した。
第2回ホノルル会議（1927年）
7月15日から29日まで開催され、米・ハワイ・日・中・朝・豪・ニュージーランド・加・比に加え、新たにイギリスが正式参加し10地域となった。人口食糧問題・自然資源分布問題・日米不戦条約をテーマとしたが、実際に中心的な議題となったのは中国の不平等条約の改正問題であった。
第3回京都会議（1929年）
10月23日から11月9日まで都ホテルで開催され、正式参加の米・日・英・中・豪・ニュージーランド・加・比の8地域（この回以降ハワイIPRはアメリカIPRに統合）に加え、ソ連・フランス・オランダ・メキシコの4ヵ国がオブザーバーとして新たに参加し、朝鮮が正式参加からオブザーバー参加となった。新渡戸稲造が議長を務めた。満州問題をテーマとしたが、満州が中国の固有領土であることを主張する中国代表と、日本政府の公式見解とほとんど変わらない主張を行う日本代表（松岡洋右が中心）との間で議論は平行線をたどった。
第4回杭州・上海会議（1931年）
10月21日から11月2日まで開催され、米・日・中・英・豪・ニュージーランド・加・比の8地域に加え、オブザーバー参加は蘭のみであった。満州事変（柳条湖事件）勃発直後の緊迫した情勢下で開かれ、日本代表の安全が保障できないという理由で会場が上海の国際共同租界内に変更された。中国経済の発達をテーマとしたが、満州での日本軍の行動に関して各国代表団が批判を繰り返し、（日本政府の立場と一線を画すことができなかった）日本代表団の孤立が露わになった。
第5回バンフ会議（1933年）
8月14日から26日まで開催され、米・日・中・英・豪・ニュージーランド・加・比に加え仏・蘭・蘭領東インド（現インドネシア）が新たに正式参加し11地域となった。テーマは「太平洋地域に於ける経済上の軋轢とその統制」。日本が国際連盟脱退の意向を表明していた状況を踏まえ、日本代表団の高木八尺・横田喜三郎は「太平洋地域安全保障条約」構想を発表したが、好意的反響は得られなかった。
第6回ヨセミテ会議（1936年）
8月15日から29日まで開催され、米・日・中・英・仏・蘭・豪・ニュージーランド・加・比・蘭印に加えソ連が新たに正式参加、12地域となった。テーマは「太平洋地域に於ける経済政策、並びに社会政策の目的と結果」で、主として米・日・中・ソ4ヵ国の比較が行われたが、中国代表の胡適から厳しい対日批判が行われるなど日本代表団の孤立はますます深まり、日本の参加は第二次世界大戦以前では最後となった。
第7回ヴァージニア・ビーチ研究集会（1939年）
11月18日から12月2日まで開催され、ヨーロッパにおける第二次世界大戦勃発の直後に行われたため、蘭・ソ連は参加せず、英・仏はオブザーバーのみの参加となった。また開催前の1938年に起こった国際事務局の「インクワイアリー」刊行問題を理由に、この回より第10回まで日本IPRは代表派遣を行わなかった。このため参加者は計36名に止まり「会議」ではなく「研究集会」と称した。テーマは「極東戦争の世界的意義」。
第8回モン・トランブラン会議（1942年）
開催地はカナダ・ケベック州。12月4日から14日まで開催された。米・中・英・仏・蘭（蘭印含む）・豪・ニュージーランド・加・比（うち枢軸国占領下の仏・蘭・比は亡命政府系の参加）に加え、新たにインド・タイ（自由タイ）が正式参加、さらに朝鮮（在米朝鮮人）も久しぶりに正式参加し計12地域から約140人が参加した（この回以降ソ連は不参加）。テーマは「太平洋及び極東に於ける連合国の戦時・戦後強力」で、全面戦争下にあったアジア・太平洋地域での連合国軍による戦時下および戦後の協力問題が主な議題となった。インド独立問題についての議論でイギリス代表が批判を浴びた。
臨時ニューヨーク会議（1944年）
対日戦の遂行や日本に対する戦後政策を巡って、「日本人の性格構造」を分析するために1944年12月16日と17日にニューヨークで開かれた臨時の太平洋会議。日本に関するアメリカ政府の専門家、日本関連の学識経験者、文化とパーソナリティーの研究者を含む精神分析学者や文化人類学者、社会学者など40人以上の研究者が出席し、講演のほか、日本人兵士が書いた日記が回覧され、日本人の戦意分析のため映画『チョコレートと兵隊』（1938年 佐藤武監督）が上演された。日本人の未成熟さ、身内とよそ者の考え方、日本人にとっての敗北の意味などが話し合われたあと、日本人の扱い方として儒教的な兄-弟の関係を用いればアメリカ側の強硬さも正当化できると提案されたが、それまでアメリカ国内において日本人を猿人間など人間以下とするプロパガンダを強烈に行なってきたため、アメリカの世論では日本人は人間以下とみなされており、今さら親しい関係となるのは難しいなどの意見が出された。
第9回ホット・スプリングス会議（1945年）
開催地はアメリカ・ヴァージニア州。1月6日から17日まで開催され、米・中・英・仏（仏印含む）・蘭（蘭印含む）・豪・ニュージーランド・加・比・朝・タイ・印の計12地域159名が参加。テーマは「太平洋に於ける安全保障」で、大戦終結を前にして天皇制など戦後の日本の行方に関する重要問題が議論され、また植民地独立問題をめぐり、戦後の独立を支持する米・中・印と英・仏・蘭など植民地宗主国が激しく対立した。
第10回ストラトフォード会議（1947年）
開催地はイギリス。9月5日から20日まで開催され、米・中・英・仏・加に加え独立したインドネシアが新たに正式参加し計6ヵ国70名となった。オブザーバー参加となった蘭・印・タイ・朝鮮に加え、新たなオブザーバーとしてビルマが参加し13名となった。日本は会議に向け報告書を提出したが復帰・正式参加には至らなかった。
第11回ラクノー会議（1950年）
10月3日から15日まで開催され、正式参加は米・英・仏・加・印・比・ニュージーランドに加えこの回より日本が復帰、またパキスタンが新規に参加して計9ヵ国81名となったのに対し、中国は支部組織の解散によりこの回以降脱退した。またオブザーバーは豪・蘭・ビルマ・インドネシアに加えセイロン・マラヤ・ベトナムが新たに参加し計7ヵ国13名となった。テーマは「極東のナショナリズムとその国際的影響」。米ソ対立とアジアのナショナリズムとの関係や中国革命の評価、日本の講和のあり方などが議論の中心となり、朝鮮戦争に対する主催国インドの中立的立場と次第に「冷戦的思考」に傾きつつあるアメリカとの対立が露わになった。
第12回京都会議（1954年）
9月27日から10月8日まで開催。
第13回ラホール会議（1957年）
2月3日から2月12日まで開催。最後の大会となった。

## 機関誌・刊行物
IPRは1926年5月から『ニューズ・ブレティン』（News bulletin）を発行していたが、このニューズレターが定期刊行物に発展して1928年5月機関誌『パシフィック・アフェアーズ』（Pacific Affairs / 月刊）として正式に創刊された。同誌は1933年4・5月号以降は隔月刊、1934年3月号以降は季刊となり1960年12月までIPRにより発行された。1934年から1941年までこの機関誌の編集長を務めたのが中国研究者として知られるラティモアである。
また、アメリカ支部も支部機関誌として『ファー・イースタン・サーヴェイ』（Far Eastern Survey）を1935年1月に創刊し、1961年2月号まで刊行を続けた。
日本IPRと国際事務局との対立（および日本の事実上の脱退）の原因となった『インクワイアリー（調査）・シリーズ』は、日中間の紛争の背景・原因を学術的に解明するものとして企画され、1939年以降報告調査書を刊行した。そのなかの一冊がノーマンの『日本における近代国家の成立』（1940年刊）である。
1961年のIPR解散後、『パシフィック・アフェアーズ』誌の編集発行は同年春季号よりブリティッシュ・コロンビア大学に、『ファー・イースタン・サーヴェイ』誌は同年3月号より『アジアン・サーヴェイ』と改題してカリフォルニア大学バークレー校にそれぞれ移管され現在に至るまで刊行を継続している。

## 日本太平洋問題調査会

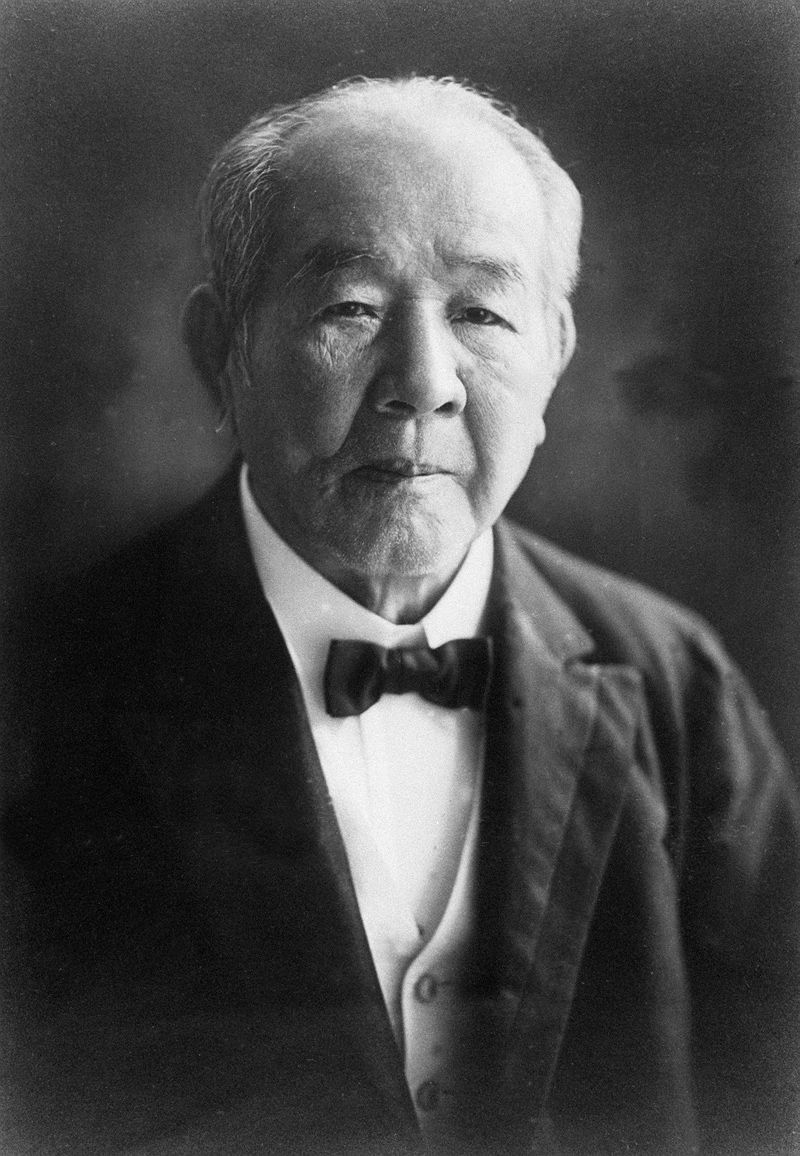
日本IPR設立の中心人物で評議員会会長に就任した渋沢栄一

### 設立
IPR日本支部たる「日本太平洋問題調査会」（日本IPR）は1926年（大正14年）4月6日に設立された。設立の背景にはカリフォルニア州における日系移民排斥運動を憂慮して1915年渋沢栄一を中心に結成された「日米委員会」の活動があり、同委員会メンバーは日本IPR発足にあたり全員が参加した。設立当初の日本IPRでは、渋沢栄一が評議員会会長、井上準之助（日銀総裁）が初代の理事長に就任し、他に阪谷芳郎・澤柳政太郎らが理事となった。以上のような財界人・政治家のほか、新渡戸稲造（1929年7月より井上に代わり2代理事長）および彼の影響を受けた高木八尺・高柳賢三・那須皓・前田多門・鶴見祐輔など大正デモクラシー世代の自由主義的知識人（オールド・リベラル）も参加した。彼らはいずれも日米関係の安定に関心を持つ「知米派」であり、特に後者の知識人グループは、日本におけるアメリカ研究（アメリカ学）の先駆者となった人々として知られる。

### 第二次世界大戦までの活動
日本IPRは当初から外務省の強力なバックアップを受け、初期においては特に米国の排日移民法改正問題を重視していた。また日本による植民地支配下にあった朝鮮の代表が太平洋会議に参加し独立問題を訴えると、これに抗議して「一国一組織」を主張、1929年（昭和4年）の京都会議以降、代表としての正式参加を拒否させることに成功した（この京都会議の争点を検討するため1930年には中堅・若手メンバーである蠟山政道・牛場友彦・松本重治・浦松佐美太郎らが「東京政治経済研究所」を設立、のちに近衛文麿のブレインとなった）。1931年の満州事変以降は日本の対中国政策を欧米列強に承認させることにいっそう力が注がれるようになり、日本の国際連盟脱退以後には太平洋会議を日本の立場を世界に説明する唯一の国際会議として位置づけ、活動するようになった。1936年に、日本国際協会（日本国際連盟協会の後身）に併合されて「太平洋問題調査部」と改称（日本支部としての機能は維持）、1938年には日中戦争の原因・影響の学問的解明を目的として国際事務局により企画された「インクワイアリー（調査）シリーズ」の刊行をめぐって事務局と対立、「インクワイアリー」に対抗して日英両文による『現代日本と東亜新秩序』を刊行し、翌1939年のヴァージニア・ビーチ会議以降、太平洋会議への参加を拒否した。これ以後日本IPRの活動は停滞し、日米開戦直前の1941年11月にはIPR中央理事会との関係を絶つなどして組織維持をはかろうとしたが1943年5月14日「敵性調査機関」として解散処分を受けた。

### 第二次世界大戦後の再建から解散まで
戦後の1946年10月11日に高野岩三郎（理事長）・幣原喜重郎（委員長）・大内兵衛・都留重人・矢内原忠雄・横田喜三郎・末川博・羽仁五郎らを中心に日本IPRは再建された（この際、戦前の反省を踏まえいわゆる「オールド・リベラル」のみならず高野・大内ら左派的知識人の参加も求めた）。直後のストラトフォード会議（1947年）には参加できなかったものの、日本メンバーの論文を提出し復帰が認められた。そして1950年のラクノー会議より正式に復帰し、この時丸山眞男執筆による報告論文「戦後日本のナショナリズムの一般的考察」が提出された。この会議は当時の日本にとって国際社会復帰の足ならしとしての意味を持った。しかし朝鮮戦争以後IPR全体が次第に力を失うなか、日本IPRは国際事務局の解散に先立って1959年10月23日解散を決議し、専務理事である木内信胤が理事長を務めていた世界経済調査会に吸収された。

## 関連書籍
単行書
- 山岡道男編著『太平洋問題調査会〈1925－1961〉とその時代』 春風社、2010年 ISBN 4861102111
- 片桐庸夫 『太平洋問題調査会の研究』 慶應義塾大学出版会、2003年 ISBN 4766410335
- 原覚天 『現代アジア研究成立史論』 勁草書房、1984年
- 山岡道男 『『太平洋問題調査会』研究』 龍渓書舎、1997年
- 油井大三郎 『未完の占領改革：アメリカ知識人と捨てられた日本民主化構想』 東京大学出版会、1989年 ISBN 4130250752

論文
- 緒方貞子 「国際主義団体の役割」  細谷千博ほか（編） 『日米関係史 第3巻』 東京大学出版会、1972年
- 片桐庸夫 「太平洋問題調査会（IPR）と1920年代」 『岩波講座・東アジア近現代通史 第4巻』 岩波書店、2011年
- 中見真理 「太平洋問題調査会と日本の知識人」 『思想』第728号（岩波書店 1985年2月号）

事典項目
- 永井和 「太平洋問題調査会」 『大百科事典』第9巻 平凡社、1985年
- 中見真理 「太平洋問題調査会」 『国史大辞典』第8巻 吉川弘文館、1987年
- 山極晃 「太平洋問題調査会」 『社会科学大事典』第12巻 鹿島出版会、1970年
- 油井大三郎 「太平洋問題調査会」 『日本史大事典』第4巻 平凡社、1994年